# Шибээ
Шибээ (кирг. Шибээ) — село в Чон-Алайском районе Ошской области Кыргызстана. Входит в состав Жекендинского айылного аймака.

## География
Село расположено в юго-западной части области, в высокогорной зоне, на правом берегу реки Шибээ (левый приток Кызылсу), на расстоянии приблизительно 24 километров (по прямой) к юго-западу от села Дараут-Курган, административного центра района. Абсолютная высота — 2427 метров над уровнем моря.

## Население
Согласно оценочным данным Национального статистического комитета Кыргызской Республики, численность населения села на начало 2023 года составляла 1092 человека.
| год     | 2009 | 2014 | 2015 | 2020 | 2021 | 2023 |
| ------- | ---- | ---- | ---- | ---- | ---- | ---- |
| человек | 929  | 968  | 940  | 1052 | 1073 | 1092 |